# Tretlagerüberhöhung

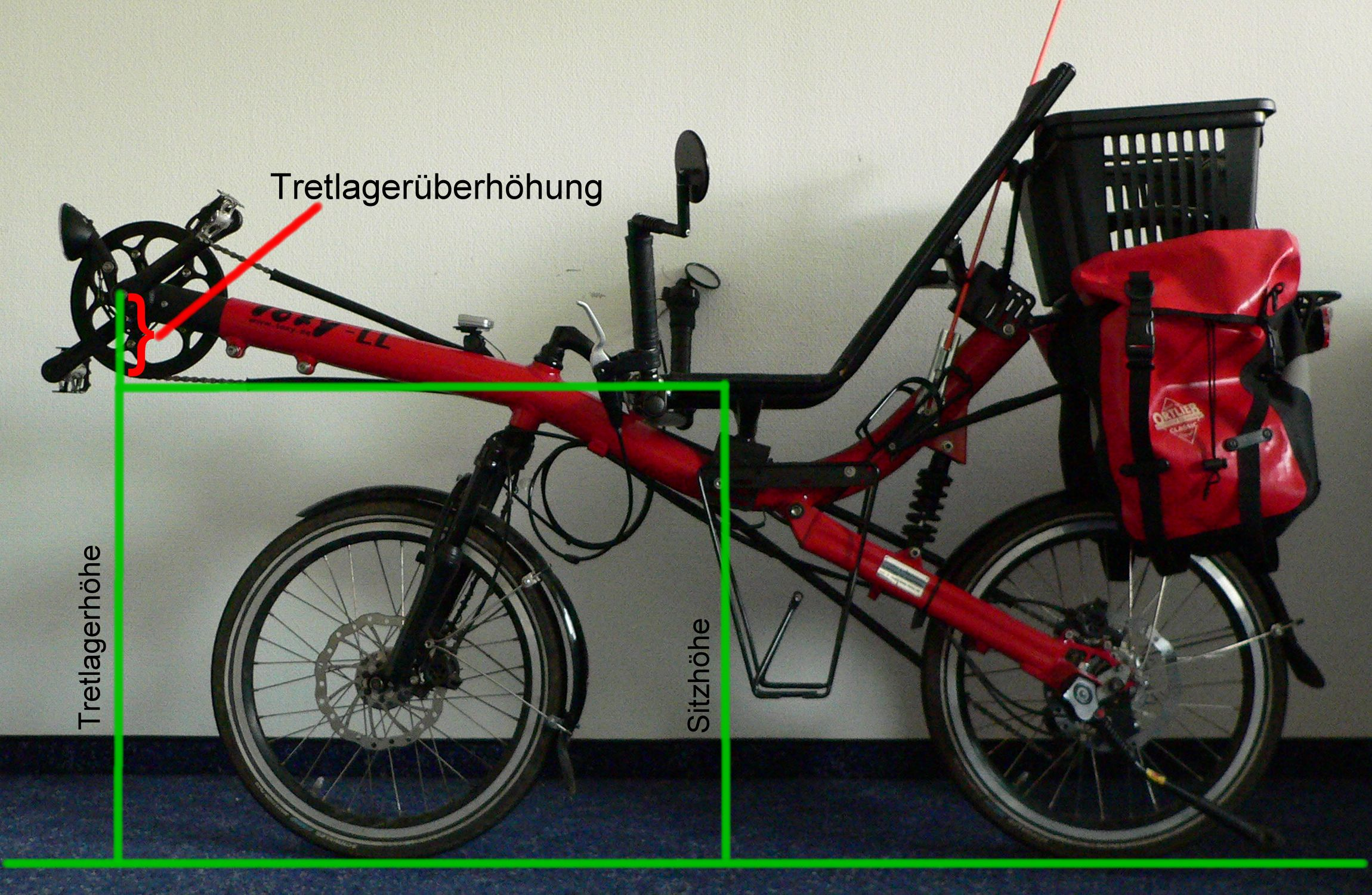
Mäßige Tretlagerüberhöhung bei einem Reise- und Alltagsliegerad

Als Tretlagerüberhöhung bezeichnet man die Differenz zwischen der vom Boden aus gemessenen Höhe der niedrigsten Stelle der Sitzfläche und des Tretlagers bei einem Liegefahrrad.
Je größer diese Differenz ist, desto höher liegen die Pedale im Verhältnis zur niedrigsten Stelle des Sitzes. Bei starker Tretlagerüberhöhung wird eine bessere Aerodynamik erreicht, weil der Fahrer eine geringere Angriffsfläche gegen den Fahrtwind hat (Stirnfläche). Auf der anderen Seite bedeutet eine Tretlagerüberhöhung, dass die Füße die Sicht nach vorne stören.
Die Tretlagerüberhöhung bestimmt den Winkel zwischen Oberschenkel- und Beckenknochen, welcher einen Einfluss auf die Ergonomie und Leistungsfähigkeit hat. Viele Liegeradfahrer berichten, dass eine stärkere Beugung im Hüftgelenk – ähnlich wie beim Rennrad – eine größere körperliche Leistung ermöglicht.
Eine starke Tretlagerüberhöhung haben speziell viele Tieflieger. Bei anderen Kurzliegerädern ist die Tretlagerüberhöhung in der Regel gering, während Sesselräder meistens eine negative Tretlagerüberhöhung haben (Tretlager niedriger als die Sitzfläche).